# 阿部香菜
阿部香菜（日语：／ Abe Kana，1988年4月25日—），日本女子柔道运动员。她曾代表日本参加2014年亚洲运动会柔道比赛，获得女子63公斤级铜牌。

## 家庭
丈夫海老沼匡，两人于2014年结婚。